# Juan José Rodríguez Sendín
Juan José Rodríguez Sendín (Vitigudino, Salamanca, 2 de agosto de 1953) es un médico de familia español. Presidente de la Organización Médica Colegial de España durante ocho años.

## Actividad profesional
El Dr. Juan José Rodríguez Sendín es licenciado en Medicina y Cirugía por la Universidad de Salamanca, y especializado en Medicina Familiar y Comunitaria. Entre otras titulaciones cuenta con un máster en Administración Sanitaria por la Escuela Nacional de Sanidad. Su experiencia laboral se ha desarrollado como médico del Cuerpo Nacional de Médicos Titulares, y desde 1993 forma parte del equipo de Atención Primaria de Noblejas (Toledo).
Entre otro méritos destaca ser miembro de la delegación española en la Unión Europea de Médicos Generales (UEMO) de 1987 a 1992; fundador de la Sociedad Española de Médicos Generales y Familiar (SEMG) en 1988; presidente de la Sociedad Española de Medicina General (SEMG) de 1995 a 2001; así como miembro y fundador de la Fundación para la Cooperación Internacional Sanitaria de la SEMG-Solidaria. Miembro de la Academia de Ciencias Médicas de Bilbao desde 2010.

## Presidente de la OMC de España

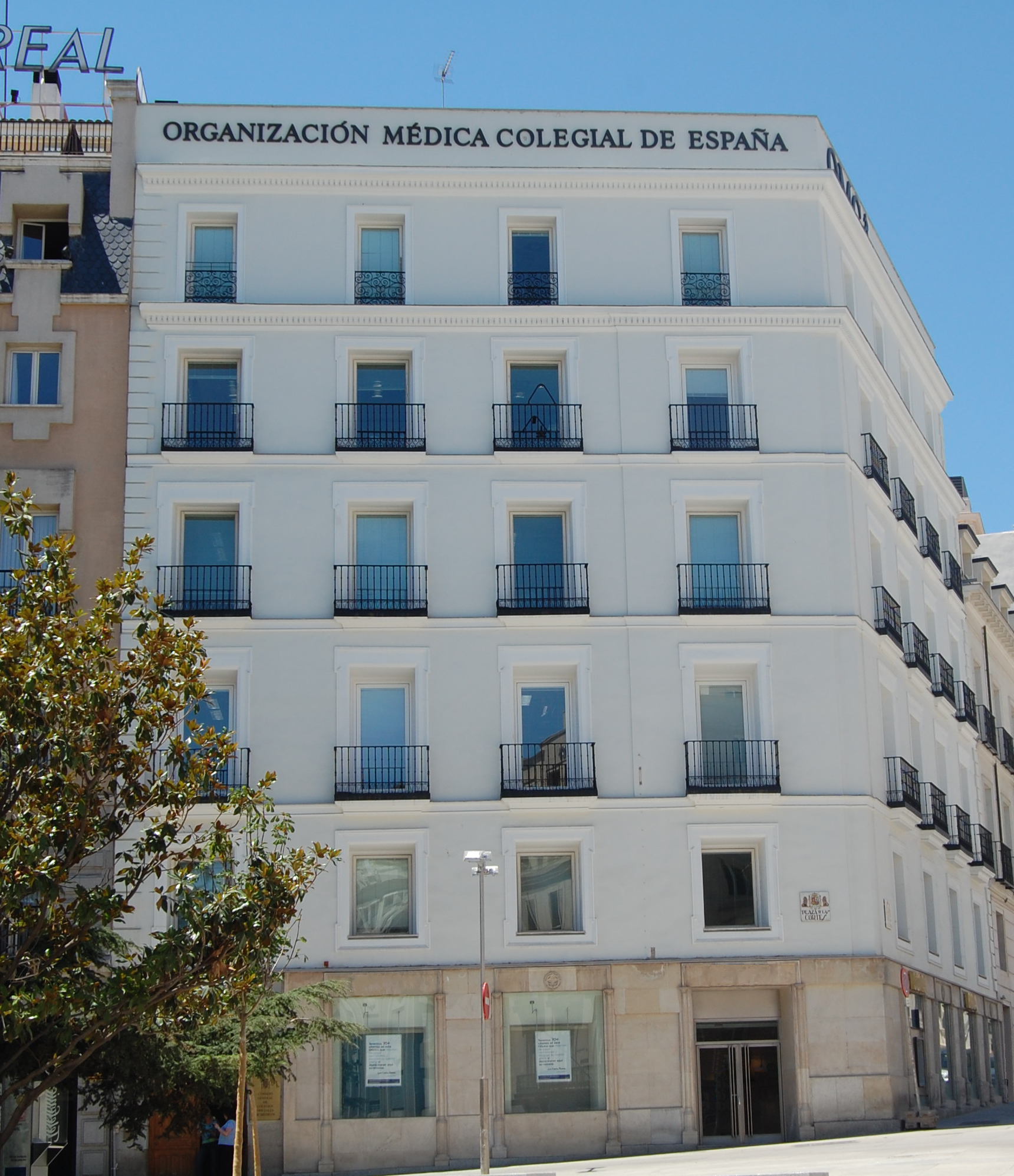
Organización Médica Colegial de España.

Rodríguez Sendín alcanzó el 22 de mayo de 2009 la Presidencia del máximo organismo de representación de los médicos españoles a la que llegó tras una larga trayectoria en los órganos colegiales, primero como Vocal provincial de Médicos Titulares en el Colegio de Médicos de Toledo (1985), pasando después a esa misma vocalía en el Consejo General de Colegios Oficiales de Médicos (1986-2002) y posteriormente alcanzando la Secretaría General de dicha institución (2002-2009).
Defensor de la colegiación universal, de la deontología médica, y de la sostenibilidad del Sistema Nacional de Salud; define su cargo como el del "representante de los valores de la profesión médica".
El 9 de marzo de 2013, Rodríguez Sendin renovó su cargo al frente de la presidencia de la Organización Médica Colegial con el 82% de los votos emitidos. Finalmente cesó en el cargo el 3 de marzo de 2017.

## Publicaciones
- Rodríguez Sendín JJ, Aizpiri Díaz J, et al. Análisis de la situación del Médico Titular en el contexto de la Medicina General. Madrid: Organización Médica Colegial; 1990.
- Rodríguez Sendín J, Solla Camino JM, Burgos Pérez I. Futuro del ejercicio profesional en Atención Primaría. IV Congreso Nacional de Médicos Titulares. Alicante, 1991.
- Rodríguez Sendín JJ. Reorganización de la medicina general en el entorno Europeo: Reorganización de la medicina general en España. I Congreso de la medicina General Española. Sevilla, 24-27 de octubre de 1994.
- Rodríguez Sendín JJ. Atención Primaria y nuevos modelos de Gestión: Valoración social económica y política de la actividad médica. II Congreso De la Sociedad Mediterránea de Medicina General. Alicante, 18-19 de noviembre de 2000.
- Aizpiri Díaz J, Barbado Alonso JA, Cañones Garzón PJ, Fernández Camacho A, Gonçalves Estella F, Rodríguez Sendín JJ, De la Serna de Pedro I, Solla Camino JM. Manual de habilidades en salud mental para médicos generales. Sociedad Española de Medicina General. Madrid: ENE; 2002.
- Rodríguez Sendín JJ. Adolescencia y alcohol (I). Factores influyentes y problemas específicos. En: Toquero F, Zarco J, coordinadores. Guía de buena práctica clínica en uso y abuso del alcohol. Madrid: IM&C; 2006. p.45-57. (enlace roto disponible en Internet Archive; véase el historial, la primera versión y la última).
- Rodríguez Sendín JJ. La reforma de la Atención Primaria está agotada. A propósito de la “gerentecracia” que sufre el Sistema Nacional de Salud. SEMG. 2007/9/25.
- La Organización Médica Colegial éxitos y desafíos. Discurso del Dr. Juan José Rodríguez Sendín en el acto de toma de posesión como Presidente del Consejo General de Colegios Oficiales de Médicos de España. Madrid; 22 de mayo de 2009. (enlace roto disponible en Internet Archive; véase el historial, la primera versión y la última).

## Reconocimiento
- 2006: Premio Edimsa, 23.ª edición, a la "Personalidad político-sanitaria del año 2006".
- 2011: Premio Eupharlaw, 10.ª edición, a la "Personalidad del año 2010 en el Sector Farmacéutico".[14]

### Entrevistas
- Mejuto MJ. Encuentros Autonómicos Extremadura: Juan José Rodríguez Sendín. Sanitaria2000. 2009/04/29.
- Juan José Rodríguez Sendín. Sanitaria2000. 2010/01/21.
- Chequeo al Sistema Sanitario. Gestiona Radio. 2011/01/21. (enlace roto disponible en Internet Archive; véase el historial, la primera versión y la última).

| Predecesor: Isacio Siguero Zurdo | Presidente de la Organización Médica Colegial de España 2009 - 2017 | Sucesor: Serafín Romero Agüit |